# Dana Wynter
Dana Wynter (Dagmar Winter: Berlín, 8 de junio de 1931 - Ojai, California, 5 de mayo de 2011) fue una actriz inglesa del cine clásico británico y estadounidense.

## Biografía
Era hija de la húngara Jutta Oarda y del eminente cirujano inglés Peter Wynter (llamado antes Winter).
A temprana edad, Dana se trasladó a Inglaterra, donde se crio en un ambiente campestre.
Cuando tenía Dana 16 años, su padre fue a Marruecos para ocuparse de una paciente que no deseaba ser atendida por otro médico que no fuera Peter Wynter. Después el cirujano viajó a Rodesia del Sur para visitar a unos amigos, quedó prendado de esa tierra e hizo que su hija y la madrastra de ella fueran a vivir allí con él.
Dana fue matriculada en la Universidad de Rhodes (Grahamstown) en un pregrado de medicina, siendo la única mujer entre 150 aspirantes a médicos. En esa época, hizo incursión en el teatro, e interpretó personajes de adolescentes en conflicto. En 1947, retornó a Inglaterra y dejó sus estudios de medicina definitivamente para seguir la carrera de actriz.
Ya en Inglaterra, actuó en varias películas:
- 1951: White Corridors, basada en la novela de 1944 Yeoman's Hospital, de la médica Helen Ashton, y dirigida por Pat Jackson.[1]
- 1952: The Woman's Angle, basada en la novela Three Cups of Coffee, de Ruth Feiner, y dirigida por Leslie Arliss.[2] La actriz figuraba como Dagmar Wynter.

Cuando actuaba en la obra de teatro Hammersmith, un cazador de talentos estadounidense de la Metro Goldwyn Mayer se fijó en ella y se ofreció para representarla en Hollywood.
Una de sus primeras películas estadounidenses es El temible burlón, de 1952, dirigida por Robert Siodmak. En esta película en la que el protagonista es encarnado por Burt Lancaster, la actriz inglesa figuraba también como Dagmar Wynter.
También en 1952 y como Dagmar Wynter, intervino en la producción inglesa It Started in Paradise, dirigida por Compton Bennett.
Dana Wynter se trasladó a Nueva York en 1953, y fue contratada para la televisión: apareció en el programa de la NBC Robert Montgomery Presents.   
El estilo actoral de Wynter era personificar a mujeres inteligentes, perspicaces, analíticas, serias, tenaces y comprometidas con sus ideales. Les daba además a sus personajes un delicado sentido cálido, cercano y empático.
Ese mismo año, la actriz inglesa interpretó a la sirvienta del hada Morgana en la película Los caballeros del rey Arturo, sin que su nombre apareciera en los títulos de crédito.
En 1955, suscribió un contrato por siete años con la 20th Century Fox. De ese año es la película The View from Pompey's Head, dirigida por Philip Dunne, en la que Dana Wynter se encarga de dar vida al personaje principal femenino.

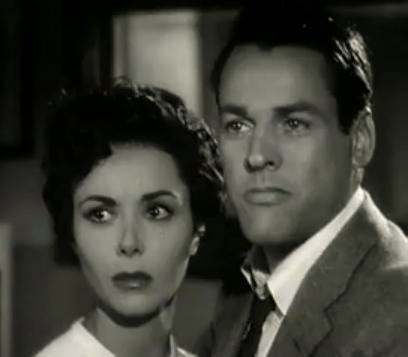
Con Kevin McCarthy en un fotograma del reclamo de la película de 1956 Invasion of the Body Snatchers.

1956 fue su mejor año: ganó un Globo de Oro como la actriz más prometedora, junto a Anita Ekberg y Victoria Shaw. Ese mismo año, interpretó a uno de los personajes principales de la película Invasion of the Body Snatchers, junto a Kevin McCarthy.
En 1960 apareció como la abnegada teniente Davis junto a Kenneth More en el film bélico  Hundan al Bismarck!. 
Dana Wynter actuó en la serie antológica Playhouse 90, que emitió la CBS desde 1956 hasta 1960.
En esa época, la actriz trabajó en varios filmes hollywoodenses:
- 1956: D-Day the Sixth of June, dirigida por Henry Koster.
- 1957: Something of Value; dir.: Richard Brooks.
- 1957: Fräulein; dir.: H. Koster.
- 1958: In Love and War; dir.: Philip Dunne.[6]
- 1959: Shake Hands with the Devil; dir.: Michael Anderson.
- 1960: Sink the Bismarck!
- 1961: On the Double; dir.: Melville Shavelson.[8]

En 1962, trabajó en el episodio The Great Anatole, de la serie antológica de la NBC The Dick Powell Show, presentada por el actor Dick Powell.
En 1963, intervino en el episodio If You Have Tears, de la serie El virginiano, también de la NBC. Ese mismo año, actuó en la película The List of Adrian Messenger, dirigida por John Huston.

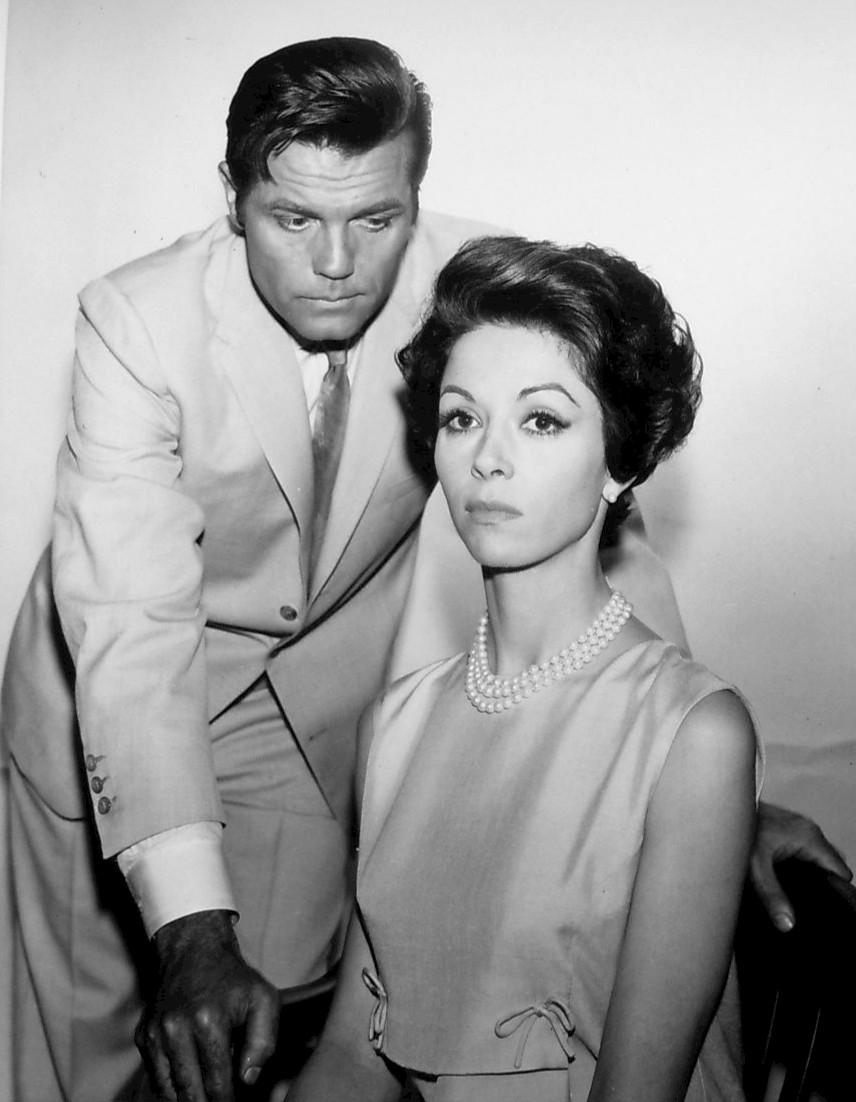
Con Jack Lord en la serie presentada por Bob Hope.

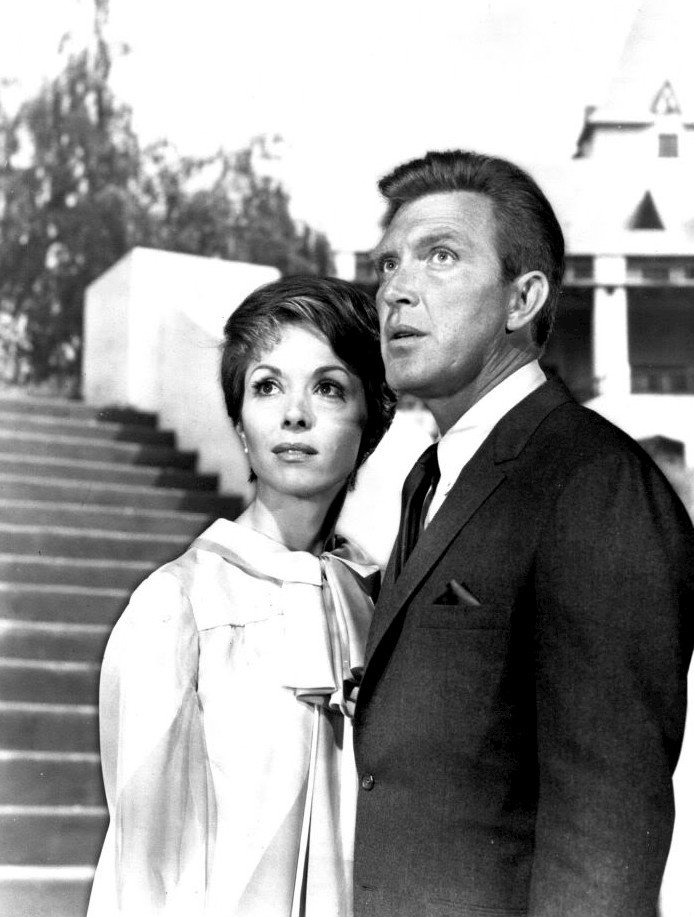
Con Robert Lansing en The Man Who Never Was.

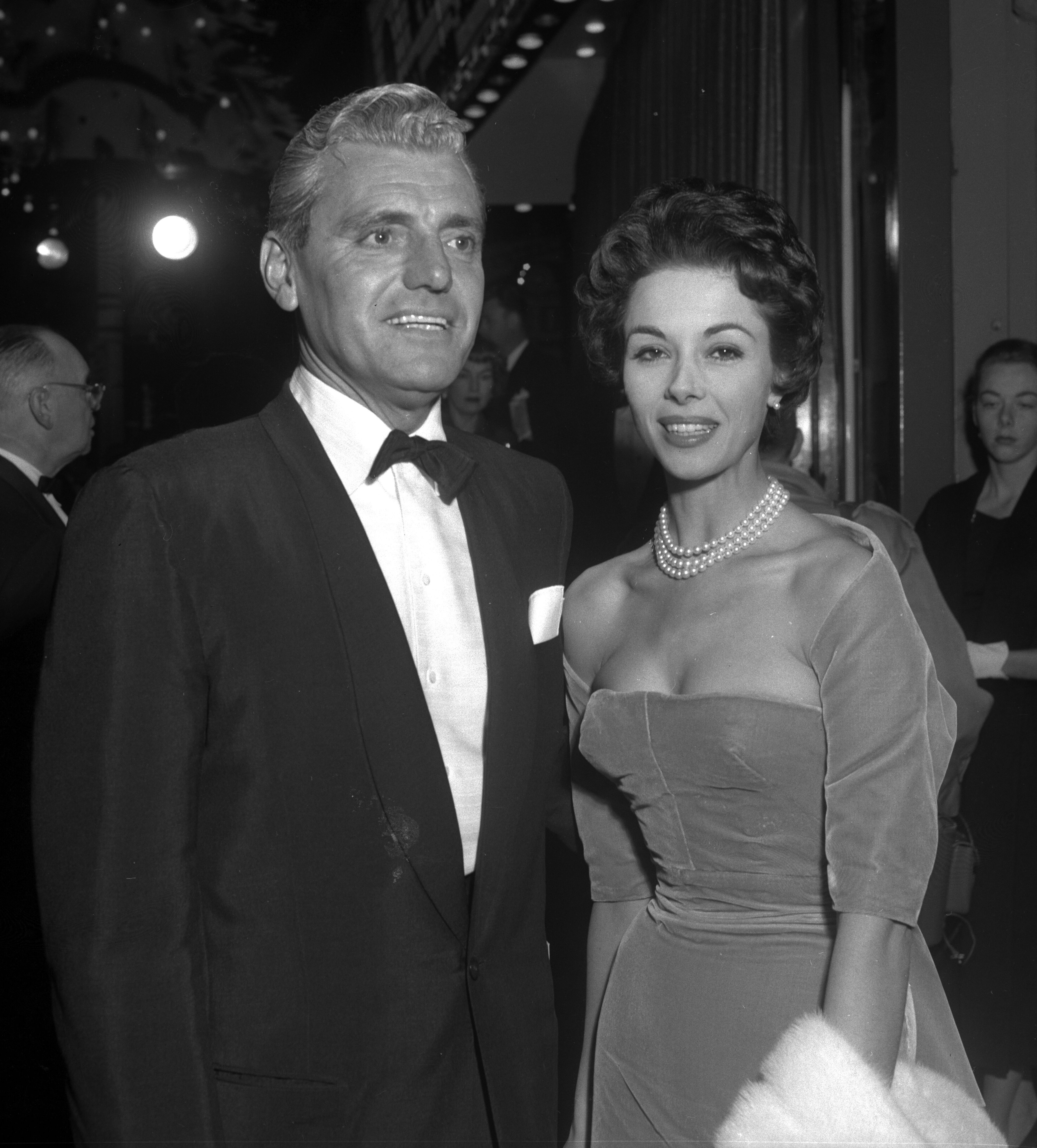
Dana Wynter y su esposo Greg Bautzer (1957)

Representó personajes británicos en la serie de televisión de la cadena ABC Twelve O'Clock High (1964-1967), basada en la película de cine homónima de 1949.
De 1965 es el episodio An Unlocked Window, de la serie The Alfred Hitchcock Hour, en el que Dana Wynter interpretaba el papel de Stella. Ese mismo año, la actriz participó en la serie antológica Bob Hope Presents the Chrysler Theatre.
En 1966, Dana Wynter representó el personaje principal femenino en la serie The Man Who Never Was, de la ABC. El protagonista masculino era encarnado por Robert Lansing.
Ese mismo año intervino en el episodio From Maggie with Love, de la comedia de situación My Three Sons, en la que Fred MacMurray representaba el personaje de un viudo con tres hijos varones de los que ocuparse.
En 1967, Dana Wynter intervino en el episodio The Widow's Weeds Brief, de la serie del oeste Dundee and the Culhane, emitida por la CBS. Del personaje principal de la serie se encargaba John Mills.
En 1968, la actriz inglesa apareció en el telefilme Companions in Nightmare, producido y dirigido por Norman Lloyd (Norman Nathan Lloyd, n. 1914).
En 1969, Wynter trabajó como artista invitada en la comedia musical de situación The Donald O'Connor Show, que tenía como artista principal al actor, cantante y bailarín que daba título al espectáculo: Donald O'Connor. Ese mismo año, intervino en el episodio "Widow Often Annie", de la serie Superagente 86.
En 1970, apareció en la película Aeropuerto.
En 1971, intervino en el episodio "False Spring", de la serie de la ABC Marcus Welby, M.D. (en España, Marcus Welby, doctor en medicina).
Ese mismo año, en la edición del 9 de junio de Sydney Morning News, se informaba de que Wynter, contraria al apartheid, se había negado a abrir una escuela dramática en Sudáfrica al enterarse de que los niños blancos y los negros tendrían que acudir en días alternos. La actriz se propuso hacer una película crítica con ese régimen de segregación; del guion se ocuparía un estadounidense, y se rodaría en Australia.
En 1972, Wynter intervino en el episodio "The Ninety Second War: Part One", de la serie Hawái Cinco-Cero.
En 1973, representó el personaje principal femenino en la película del oeste Santee, dirigida por Gary Nelson (n. 1934). El protagonista masculino fue encarnado por Glenn Ford.
A partir de mediados de los 70, se redujo la actividad escénica de Dana Wynter, que aparecería en menos producciones televisivas.
Desde 1978 hasta 1982, trabajó en cinco episodios del serial irlandés de la RTÉ a hAon Bracken.
En 1979, representó un personaje en la miniserie de la NBC Backstairs at the White House. Ese mismo año, hizo el papel de la princesa Irene Rachevsky en el episodio "Lions, Tigers, Monkeys and Dogs", de la serie The Rockford Files.
En 1981, intervino en el episodio "Double Jeopardy", de la serie Magnum P.I. Se divorció ese mismo año, y no volvió a casarse.
En 1982, hizo de la reina Isabel en el telefilme The Royal Romance of Charles and Diana, y representó un personaje más en otro episodio de la serie Magnum P.I., "Foiled Again".
A finales de los años 80, se encargaba de la columna Grassroots en el periódico The Guardian. Vivía en su casa de Glendalough, en Irlanda, y en la de Ojai, en California, por lo que sus escritos aparecidos en unas publicaciones y en otras trataban a menudo de asuntos de esas tierras.
En 1993, volvió al mundo de la televisión para interpretar a la esposa del protagonista en la serie The Return of Ironside.

### Vida personal
En 1956, Wynter se casó con el abogado de asuntos hollywodenses, Greg Bautzer, tuvieron un hijo (1960), Mark Ragan Bautzer y se divorciaron en 1981. Fue ferviente opositora al apartheid y entusiasta de todo lo relacionado con África. También fue escritora y activista por correspondencia.   
Falleció a la edad de 80 años por una insuficiencia cardíaca congestiva a sus 79 años en Ojai, Ventura, California.